# آلبوم سوم
آلبوم سوم (انگلیسی: Third Album) سومین آلبوم استودیویی است که توسط جکسون فایو از موتاون رکوردز منتشر شد و دومین آلبوم پرآهنگ این گروه در سال ۱۹۷۰ در ۱۸ سپتامبر منتشر شد.